# Conus fuscoflavus
Conus fuscoflavus é uma espécie de gastrópode do gênero Conus, pertencente à família Conidae.

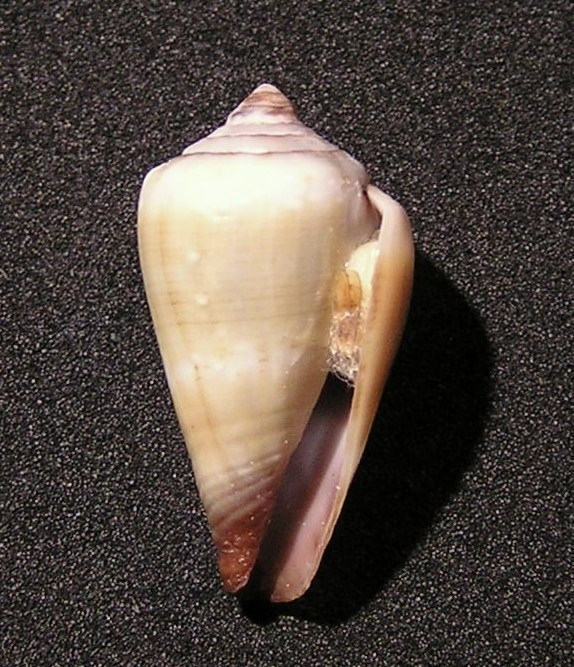